# Тель-Шикмона
Тель-Шикмона (івр. תל שקמונה) — стародавній тель (пагорб) і національний парк, розташований недалеко від моря на території сучасного міста Хайфа в Ізраїлі, на південь від району Бат-Галім.
Деякі зі знахідок на розкопках представлені громадськості в Національному морському музеї Хайфи. Поруч з Тель-Шикмона нині розташований Ізраїльський інститут океанографічних і лімнологічних досліджень.

## Історія
Йосип Флавій у своїй книзі Юдейські старожитності, згадує Шикмона (Sycamine) як місце, де кораблі можуть зайти в зручну гавань, і де Птолемей Лафур під час вторгнення в Ерец-Ісраель вивів свою армію на берег. Мішна, складена переважно 189 року до н. е., згадує область Шикмона як відому своєю різноманітністю культивованого зизифуса. Паломник з Бордо (Бордоський ітінерарій) у 333 році н. е. пройшов через Шикмону під час подорожі Святою Землею.

## Археологія

### Історія розкопок
Основні археологічні розкопки на телі й у візантійському місті на південь від нього провів археолог Й. Ельгавіш у 1960-70-х роках за дорученням Департаменту музеїв муніципалітету Хайфи.
Подальші розкопки проведено в 1990-х роках Управлінням старожитностей Ізраїлю і вони були зосереджені в східній частині візантійського міста, на захід від схилів гори Кармель, де розташований некрополь давнього міста. У 2010 році група з Інституту археології імені Зінмана при Хайфському університеті на чолі з доктором Майклом Ейзенбергом і доктором Шаєм Баром, який керував розкопками на самому телі, провели нову серію розкопок. Цілі проекту полягали в тому, щоб повторно розібрати розкопані археологічні комплекси на південь і схід від річки, раніше розкопаної Ельгавішем, розширити ці райони і провести великі роботи з консервації, щоб зберегти старожитності і представити їх публіці як частину національного парку Шикмона. Робота також була спрямована на вивчення стратифікації оповіді і створення точної хронологічної структури.

### Знахідки
Залишки на дату розпаду — від пізньої бронзи до пізньовізантійського періоду. Нижнє місто, на схід і переважно на південь від те́ля, датовано пізньоримським періодом — візантійським періодом. Донині не знайдено жодних залишків, датованих ранньоарабським періодом, що наводить археологів на висновок, що Шикмону покинуто до VII століття н. е.

## Заповідник і національний парк
2008 року Шикмона оголошено природним заповідником на площі 1677 дунамів. Невелику територію (73 дунами) також оголошено національним парком.